# Оризона (Парана)
Оризона  (порт. Ourizona) — муниципалитет в Бразилии, входит в штат Парана. Составная часть мезорегиона Северо-центральная часть штата Парана. Входит в экономико-статистический микрорегион Флораи. 
Численность населения составляет 3380 человек на 2010 год. Занимает площадь 176,457 км². Плотность населения — 19,15 чел./км².